# Municipio de Savo
El municipio de Savo (en inglés: Savo Township) es un municipio ubicado en el condado de Brown en el estado estadounidense de Dakota del Sur. En el año 2010 tenía una población de 71 habitantes y una densidad poblacional de 0,77 personas por km².

## Geografía
El municipio de Savo se encuentra ubicado en las coordenadas 45°53′12″N 98°24′15″O / 45.88667, -98.40417. Según la Oficina del Censo de los Estados Unidos, el municipio tiene una superficie total de 92.13 km², de la cual 92,12 km² corresponden a tierra firme y (0,02 %) 0,02 km² es agua.

## Demografía
Según el censo de 2010, había 71 personas residiendo en el municipio de Savo. La densidad de población era de 0,77 hab./km². De los 71 habitantes, el municipio de Savo estaba compuesto por el 98,59 % blancos, el 1,41 % eran amerindios. Del total de la población el 0 % eran hispanos o latinos de cualquier raza.